# Immeuble Ohrana
L'Immeuble Ohrana (en finnois : Ohranan talo) est une maison historique du quartier d'Ullanlinna à Helsinki en Finlande.

## Histoire
L'immeuble de 6 étages est conçu par Axel Högberg pour l'artiste peintre Erik Färlander. 
Des habitants s'y installent à partir du 1er juin 1889.
L'immeuble change plusieurs fois de propriétaire avant d'être acheté par le gouvernement russe en 1904.
Des gendarmes russes y habitent, par la suite l'immeuble abrite le département finlandais de l'Okhrana, la police secrète russe, (en finnois : Ohrana), la direction de la gendarmerie ainsi que des officiers de l'armée russe.
Durant la guerre civile finlandaise, l’immeuble a probablement été utilisé par les gardes rouges. 
En 1918, l'immeuble devient propriété de l'état finlandais et aura différentes fonctions. 
En 2013, le bâtiment est mis en vente par les Propriétés du Sénat.
L’immeuble est vendu en 2014 pour être aménagé en immeuble abritant 60 logements avec services.

## Galerie

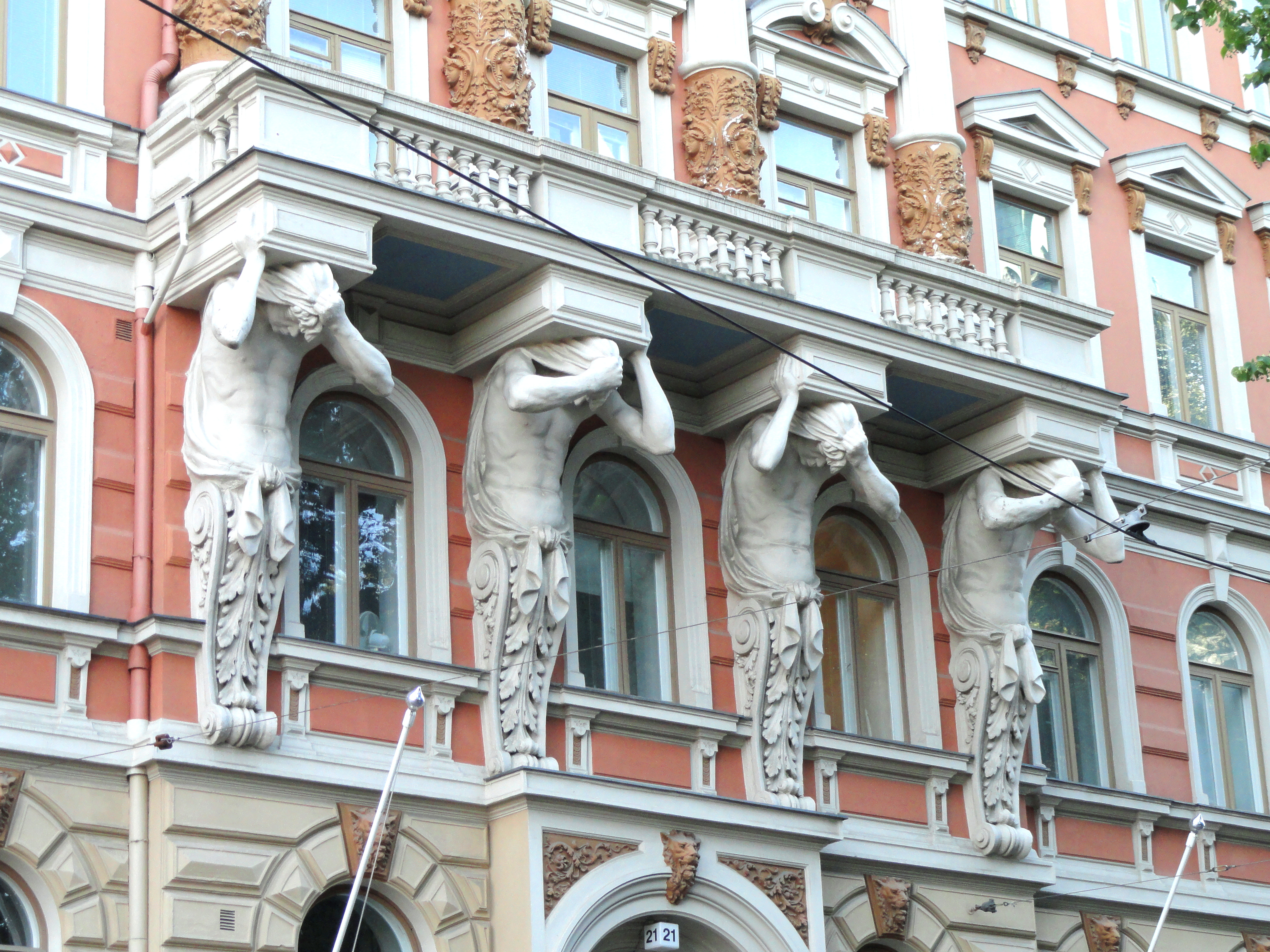
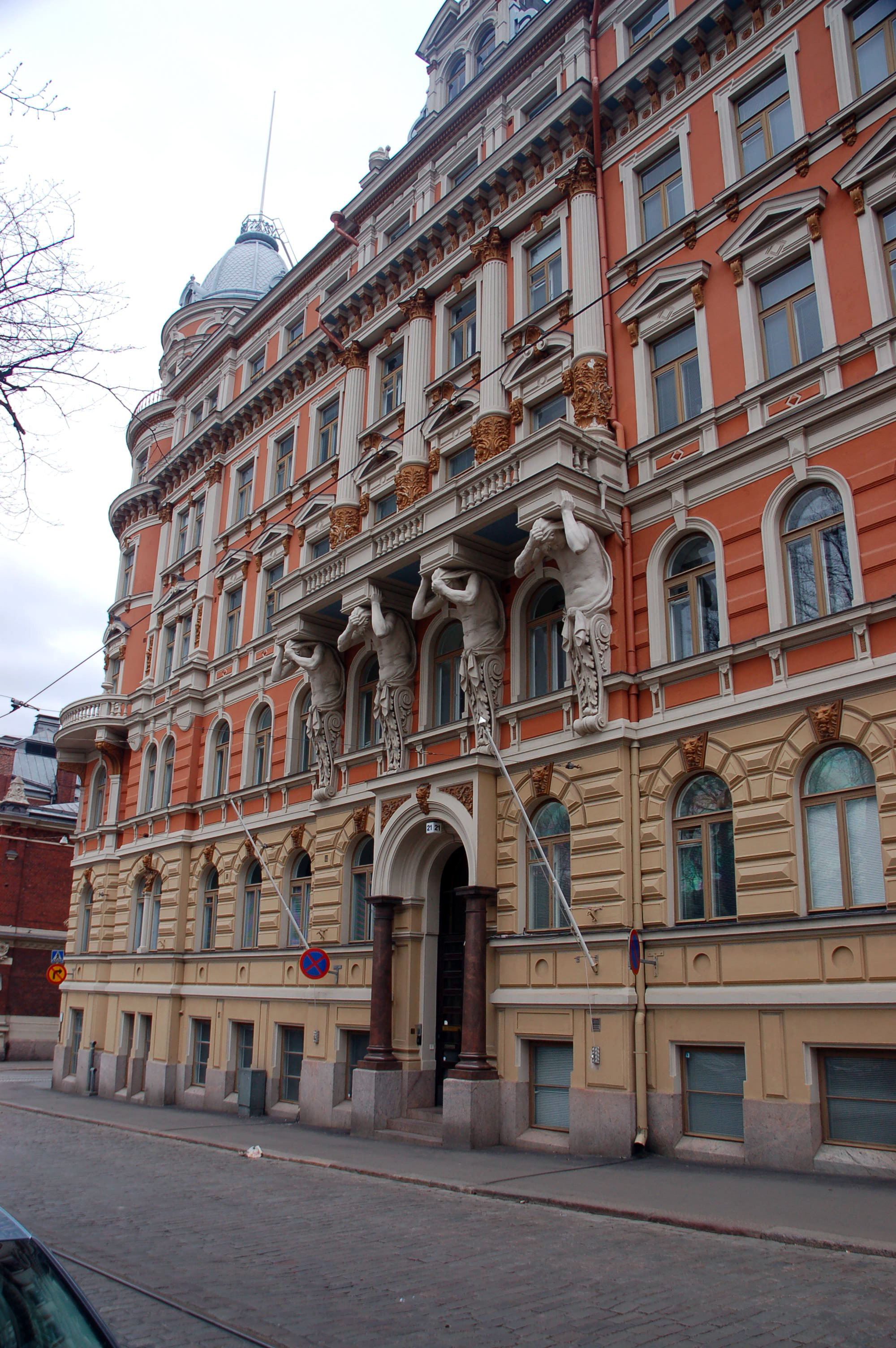
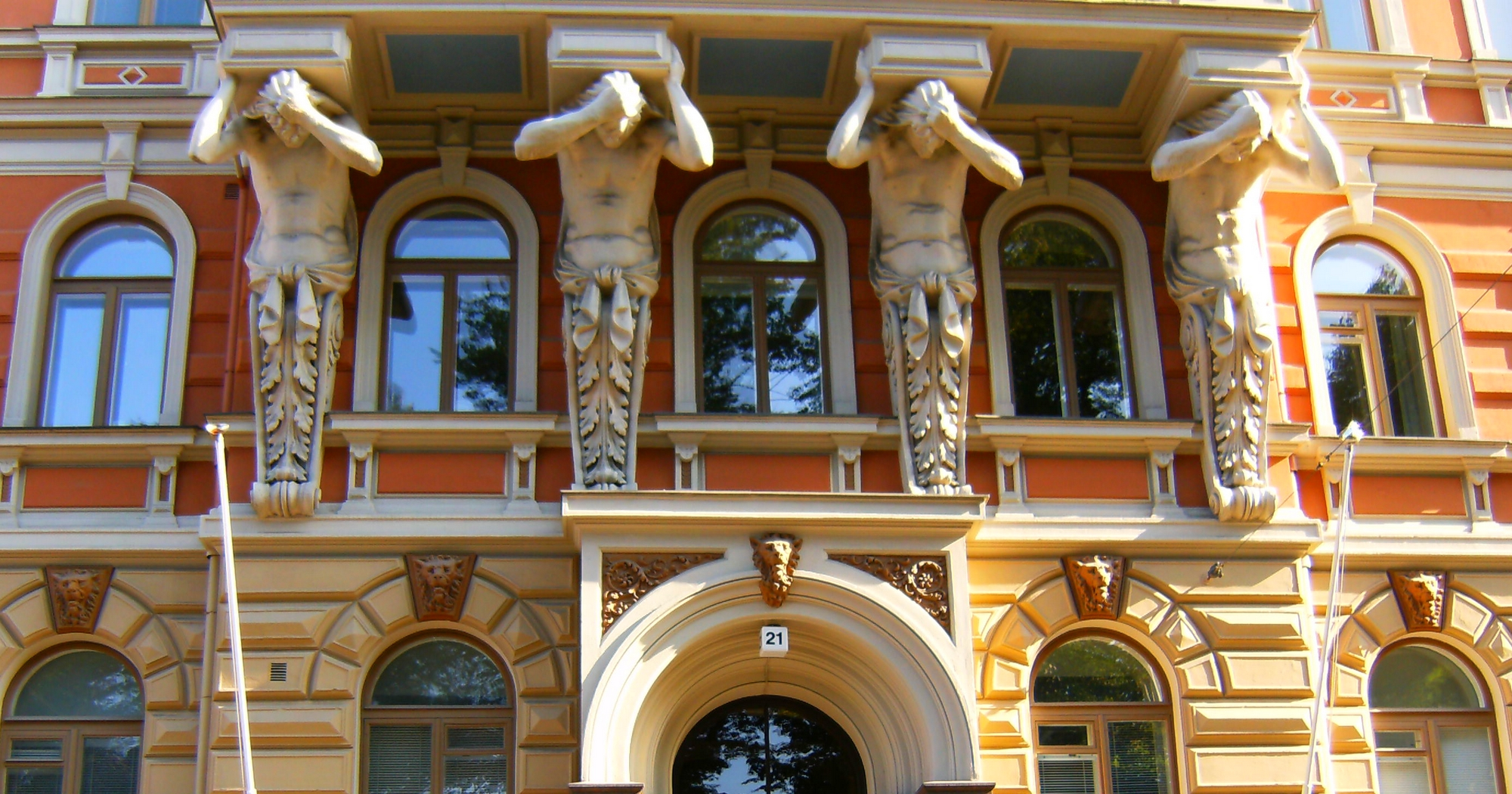
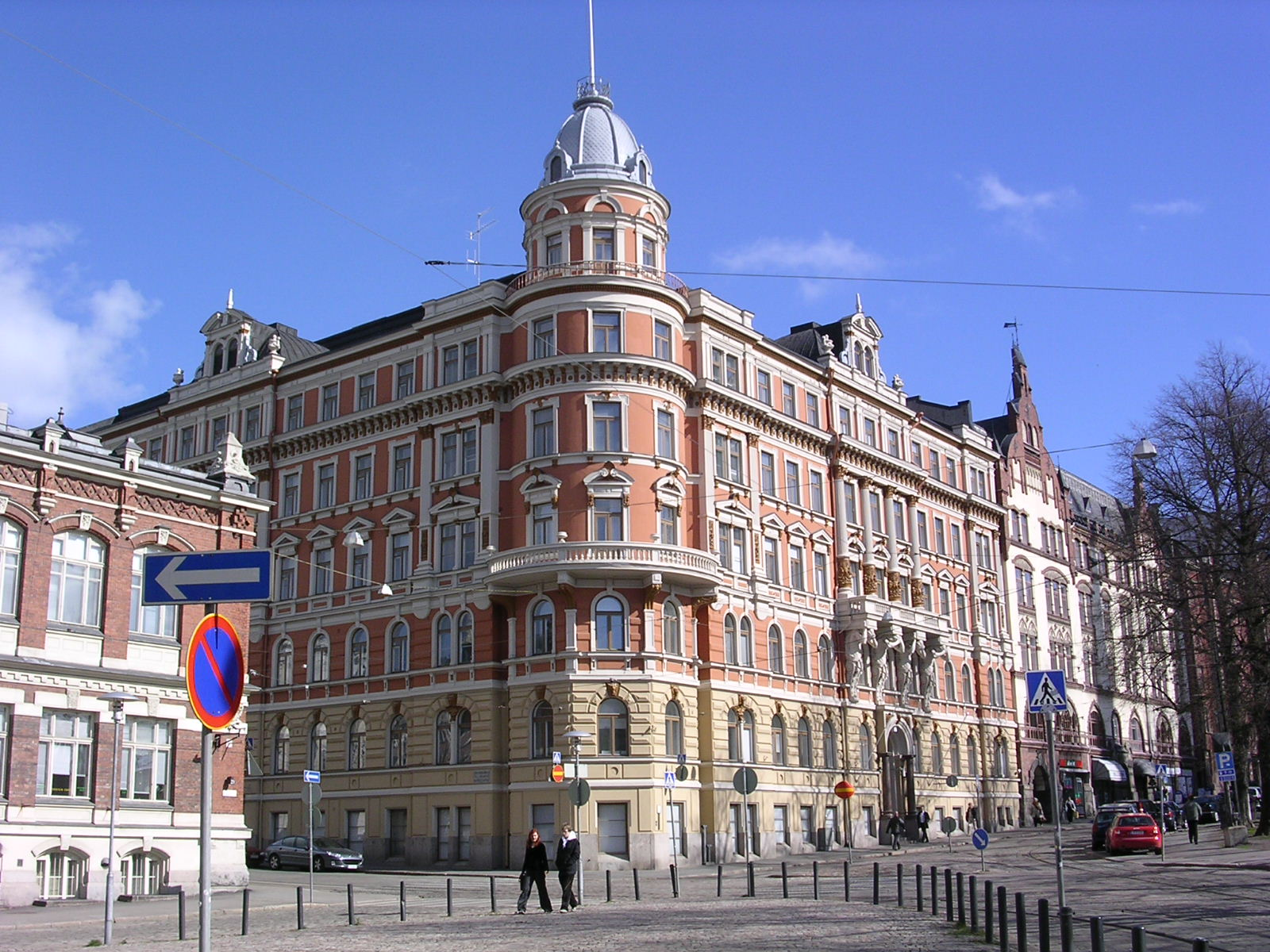